# Ramón Noriega
Ramón Noriega (Guárico, 7 de diciembre de 1951) es un ex-ciclista profesional venezolano.
Ganador de la Vuelta a Venezuela y participó en la Vuelta al Táchira y otras competencias nacionales, además de competir en los Juegos Olímpicos y Juegos Centroamericanos y del Caribe.

## Palmarés
1973
- 5.º en 5.ª etapa Vuelta al Táchira, Valera  Venezuela
- 4.º en 7.ª etapa Vuelta al Táchira, Tovar  Venezuela
- 5.º en 8.ª etapa Vuelta al Táchira, La Grita  Venezuela
- 7.º en Clasificación General Final Vuelta al Táchira  Venezuela

1974
- 3.º en 6.ª etapa Vuelta al Táchira, Mérida (Táchira) Venezuela
- 8.º en Clasificación General Final Vuelta al Táchira Venezuela

1976
- 1.º en 5.ª etapa Vuelta al Táchira, Mérida  Venezuela
- 1.º en 7.ª etapa parte b Vuelta al Táchira, Tovar  Venezuela
- 1.º en 10.ª etapa Vuelta al Táchira, San Cristóbal  Venezuela
- 8.º en Clasificación General Final Vuelta al Táchira  Venezuela
- 2.º en Clasificación Montaña Vuelta al Táchira  Venezuela
- 1.º en Clasificación General Final Vuelta a Venezuela  Venezuela
- 4.º en Campeonato Panamericano de Ciclismo en Ruta, Elite, San Cristóbal  Venezuela
- 53.º en Juegos Olímpicos de Montreal 1976, Ruta, Diletantes, Montreal  Canadá

1977
- 2.º en 4.ª etapa Vuelta al Táchira, Mérida  Venezuela
- 3.º en 10.ª etapa Vuelta al Táchira, San Cristóbal  Venezuela
- 7.º en Clasificación General Final Vuelta al Táchira  Venezuela
- 3.º en 8.ª etapa Vuelta a Cuba, Santa Clara  Cuba

1978
- 2.º en XIII Juegos Centroamericanos y del Caribe, Ruta, Contrarreloj por Equipos, Medellín  Colombia

## Equipos
- 1973  Selección de Guárico
- 1976  Lotería del Táchira
- 1976  Selección de Venezuela